# Thorogobius angolensis
Thorogobius angolensis és una espècie de peix de la família dels gòbids i de l'ordre dels perciformes.

## Morfologia
- Els mascles poden assolir 10,7 cm de longitud total.[5][6]

## Hàbitat
És un peix marí, de clima tropical i demersal que viu entre 26-135 m de fondària.

## Distribució geogràfica
Es troba a l'Atlàntic oriental: des de Pointe Noire (República del Congo) fins al sud d'Angola (13° 05′ S).

## Observacions
És inofensiu per als humans.